# Бунъо
Бунъо (яп. 文応 бунъо) — девиз правления (нэнго) японского императора Камэяма, использовавшийся с 1260 по 1261 год .

## Продолжительность
Начало и конец эры:
- 13-й день 4-й луны 2-го года Сёгэн (по юлианскому календарю — 24 мая 1260);
- 20-й день 2-й луны 2-го года Бунъо (по юлианскому календарю — 22 марта 1261).

## Происхождение
Название нэнго было заимствовано из 45-го цзюаня классического древнекитайского сочинения «Цзинь Шу» (кит. трад. 晉書, упр. 晋书, пиньинь Jìn shū, буквально: «История династии Цзинь»):「大晋之行、武興文之応也」.

## События

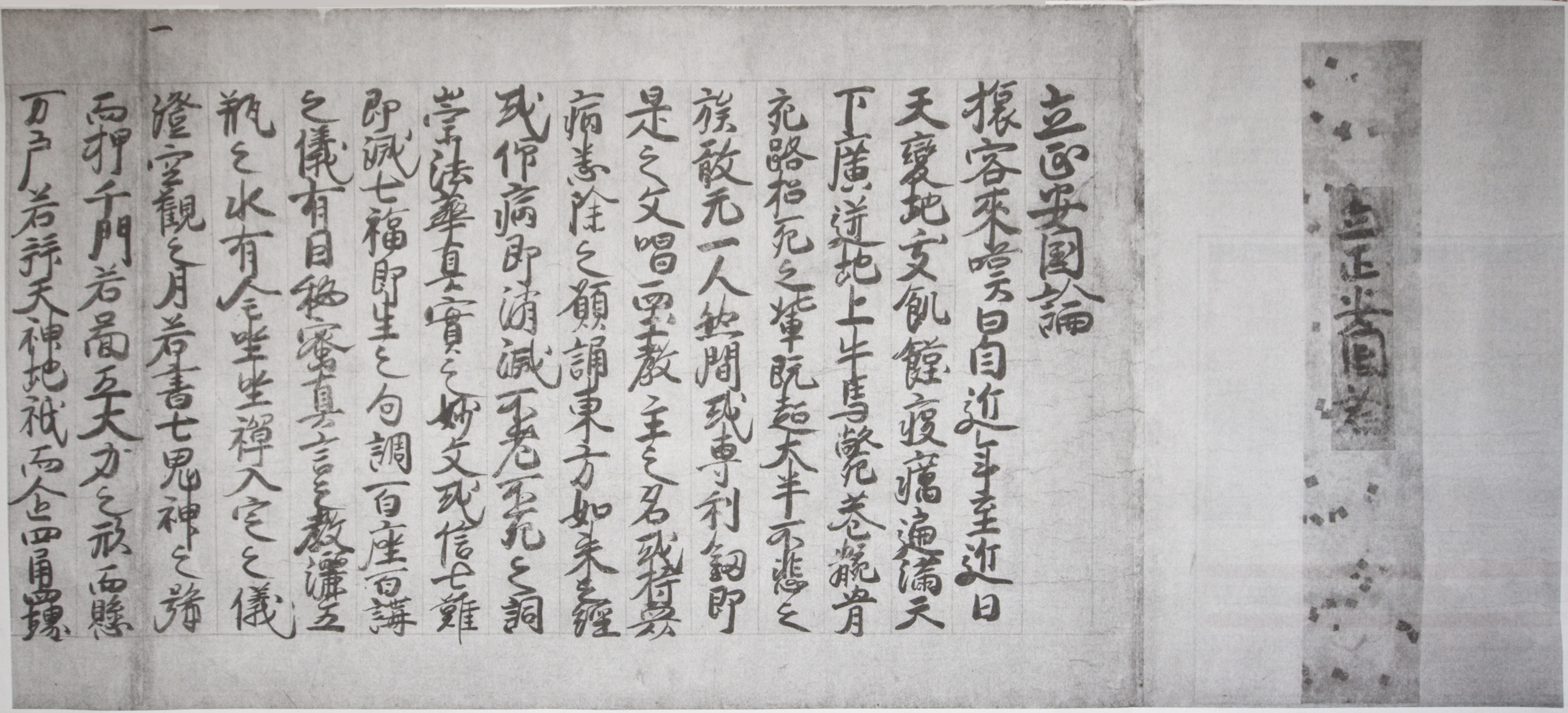
«Риссё анкоку-рон»

- 1260 год (1-й год Бунъо) — неурожаи привели к широкомасштабному голоду[5];
- 1260 год (1-й год Бунъо) — буддийский монах Нитирэн прибыл в Камакуру с проповедями[6] ;
- 16 июля 1260 года (7-й день 6-й луны 1-го года Бунъо) — Нитирэн вручил фактическому правителю Японии сиккэну Ходзё Токиёри «Риссё анкоку-рон» (яп. 立正安国論, Трактат о достижении мира и спокойствия в стране путём утверждения истинного [Закона]); это было первое увещевание правительству Камакурского сёгуната, в котором Нитирэн предрекает внутренние смуты и вторжение извне[7];
- 1260 год (1-й год Бунъо) — Япония принесла буддизм в Царство Рюкю[8];
- 1260 год (1-й год Бунъо) — разгул пиратства перерос в серьезную проблему[5];
- август 1260 года (1-й год Бунъо) — жилище Нитирэна в Мацубагаяцу подвержено нападению и угрозе сожжения религиозными фанатиками школы нэмбуцу[7].

## Сравнительная таблица
Ниже представлена таблица соответствия японского традиционного и европейского летосчисления. В скобках к номеру года японской эры указано название соответствующего года из 60-летнего цикла китайской системы гань-чжи. Японские месяцы традиционно названы лунами.
| 1-й год Бунъо (Металлическая Обезьяна) | 1-я луна        | 2-я луна* | 3-я луна  | 4-я луна | 5-я луна* | 6-я луна | 7-я луна* | 8-я луна   | 9-я луна*   | 10-я луна* | 11-я луна | 12-я луна*    |
| -------------------------------------- | --------------- | --------- | --------- | -------- | --------- | -------- | --------- | ---------- | ----------- | ---------- | --------- | ------------- |
| Юлианский календарь                    | 13 февраля 1260 | 14 марта  | 12 апреля | 12 мая   | 11 июня   | 10 июля  | 9 августа | 7 сентября | 7 октября   | 5 ноября   | 4 декабря | 3 января 1261 |
| 2-й год Бунъо (Металлический Петух)    | 1-я луна        | 2-я луна  | 3-я луна* | 4-я луна | 5-я луна* | 6-я луна | 7-я луна  | 8-я луна*  | 9-я луна    | 10-я луна* | 11-я луна | 12-я луна*    |
| Юлианский календарь                    | 1 февраля 1261  | 3 марта   | 2 апреля  | 1 мая    | 31 мая    | 29 июня  | 29 июля   | 28 августа | 26 сентября | 26 октября | 24 ноября | 24 декабря    |

* звёздочкой отмечены короткие месяцы (луны) продолжительностью 29 дней. Остальные месяцы длятся 30 дней.